# Eric Platford
Eric Platford (1883 - 20 de noviembre de 1938) fue un ingeniero inglés, uno de los técnicos pioneros en Rolls Royce.

## Semblanza
Eric Platford nació en 1883 en Mánchester, Inglaterra. Su padre, que trabajaba en un banco, murió cuándo Eric tenía 6 meses de edad. Asistió a la escuela Cheadle Hulme, y se contrató como aprendiz en Royce Limited a la edad de 17 años.
Desarrolló una notable carrera en Rolls Royce, con logros entre los que se pueden citar:
- Siendo empleado de Henry Royce, participó en la construcción del primer coche de Royce en su fábrica de la calle Cooke de Mánchester.
- 1906 Ganador del Tourist Trophy de la Isla de Man como mecánico de a bordo con Charles Rolls.
- 1913 Tercera posición en el primer Gran Premio de España, habiendo liderado la carrera. Cedió el primer puesto por órdenes de equipo.
- 1919 Preparación de los motores Rolls Royce en St. Johns Newfoundland para el primer vuelo Transatlántico sin escalas coronado por el éxito (vuelo transatlántico de Alcock y Brown).[1]